# Pablo Prigioni
Pablo Prigioni (* 17. Mai 1977 in Río Tercero, Córdoba) ist ein argentinischer Basketballtrainer und ehemaliger -spieler. Der 1,86 m große Point Guard spielte einen Großteil seiner Karriere in Spanien, bevor er im ungewöhnlich hohen Alter von 35 Jahren in die nordamerikanische National Basketball Association wechselte. Außerdem war er seit 2003 Mitglied der argentinischen Nationalmannschaft. Er besitzt auch die italienische und die spanische Staatsbürgerschaft.

## Karriere
Mit TAU Cerámica Vitoria erreichte Prigioni 2005 das Finale der EuroLeague, 2006 und 2007 wurde er jeweils ins All Euroleague Second Team gewählt. Dazu gewann er 2008 die spanische Meisterschaft und 2004 sowie 2006 den spanischen Pokal, wobei er 2006 als wertvollster Spieler der Final Eight-Serie ausgezeichnet wurde. Als Teil der argentinischen Nationalmannschaft erreichte Prigioni das Halbfinale der Weltmeisterschaft 2006 und gewann bei den Olympischen Spielen 2008 die Bronzemedaille.
Im Sommer 2012 wagte er schließlich im reifen Alter von 35 Jahren den Sprung in die NBA zu den New York Knicks. Nach mäßigen Erfolgen wechselte er im Februar 2015 im Tausch zu den Houston Rockets. Ab Sommer 2015 stand er bei den Los Angeles Clippers unter Vertrag. Nachdem er im folgenden Jahr zu Vitoria zurückgekehrt war, gab Prigioni Anfang 2017 sein Karriereende bekannt. Zur Saison 2017/18 wurde er Cheftrainer des Vereins, trat aber schon nach kurzer Zeit wieder zurück.